# 김정은 (2005년생 농구 선수)
김정은(2005년 9월 27일 ~ )은 대한민국의 농구 선수이다. 한국여자프로농구(WKBL) 부산 BNK 썸 소속으로 포지션은 가드이다.

## 경력
2023년 9월에 열린  WKBL 신입선수 선발회에서 1라운드 전체 2순위로 부산 BNK 썸에 지명되었다.